# BR F4
A BR F4 egy német gyártású, keskeny nyomtávú gőzmozdony sorozat volt. 1896 és 1898 között gyártotta a Falcon, Drummond. Összesen 36 db készült belőle.